# Visage (film)
Pour les articles homonymes, voir Visage (homonymie).
Pour plus de détails, voir Fiche technique et Distribution.
Visage (chinois simplifié : 脸 ; chinois traditionnel : 臉 ; pinyin : liǎn) est un film franco-belgo-taïwanais réalisé par Tsai Ming-liang sorti en 2009. Il a été présenté pour la première fois en sélection officielle au Festival de Cannes 2009.

## Synopsis
Hsiao-Kang, réalisateur taïwanais, vient en France pour tourner une comédie musicale contant l'histoire de Salomé au Musée du Louvre. Mais les problèmes s'accumulent dès le début du tournage.

## Fiche technique
- Titre : Visage
- Titre chinois : chinois simplifié : 脸 ; chinois traditionnel : 臉 ; pinyin : liǎn
- Réalisation : Tsai Ming-liang
- Scénario : Tsai Ming-liang
- Directeur de la photographie : Pen-Jung Liao
- Montage : Jacques Comets
- Musique : Jean-Claude Petit
- Sociétés de production : JBA Production, Homegreen Films, Tarantula, Arte France Cinéma, Musée du Louvre (Paris)
- Pays d'origine :  France,  Belgique,  Taïwan
- Langues originales : français, mandarin
- Format : couleur - 1,85:1 - 35 mm - Dolby Digital
- Genre : comédie dramatique et musical
- Durée : 141 minutes
- Dates de sortie :
  - France : 23 mai 2009 (festival de Cannes) ; 4 novembre 2009 (sortie nationale)
  - Taïwan : 2 octobre 2009
  - Belgique : 11 novembre 2009

## Distribution
- Fanny Ardant : La productrice et la reine Hérodias
- Laetitia Casta : La star et Salomé
- Jean-Pierre Léaud : Antoine et le roi Hérode
- Lee Kang-sheng : Hsiao-Kang le réalisateur
- Lu Yi-Ching : La mère du réalisateur
- Mathieu Amalric : L'homme du fourré
- Jeanne Moreau : Jeanne
- Nathalie Baye : Nathalie
- François Rimbaud : Régisseur
- Olivier Martinaud

## Extraits musicaux
- Historia de un amor, paroles et musique de Carlos Eleta Almaran, interprété par Laetitia Casta
- Le Tourbillon, paroles et musique de Serge Rezvani
- Ni Zhen Mei Li, paroles et musique de Li Hou Xiang, interprété par Zhang Lu
- Jin Xi He Xi, paroles de Xu Su Lin, musique de Chen Rui Zhen, interprété par Bai Guang